# 錫達克里克鎮區 (印地安納州艾倫縣)
錫達克里克鎮區（英語：Cedar Creek Township）是位於美國印地安納州艾倫縣的一個行政鎮區。

## 地方資料
根據2010年美國人口普查的數據，錫達克里克鎮區的面積為84.85平方千米，當中陸地面積為84.10平方千米，而水域面積為0.40平方千米。當地共有人口31816人，而人口密度為每平方千米374.97人。